# How to Talk to Girls at Parties
Pour plus de détails, voir Fiche technique et Distribution.
How to Talk to Girls at Parties est une comédie dramatique britannico-américaine réalisée par John Cameron Mitchell, sortie en 2017. Le film a été sélectionné au festival de Cannes 2017.

## Synopsis
En 1977, tandis que la Grande-Bretagne célèbre la 25e année de règne d'Élisabeth II, Enn s'intéresse plus au fanzine dont il s'occupe et aux concerts punk qu'il fréquente avec ses deux amis.
Un soir, à l'issue d'un concert organisé par Boadicea, reine du punk underground, ils veulent se rendre à une soirée privée  mais se trompent d'endroit et se retrouvent dans une maison fréquentée par un groupe de personnes étranges. L'un des amis d'Enn se laisse prendre à des jeux érotiques qui vont beaucoup trop loin pour lui, tandis que l'autre danse jusqu'à l'extase. Enn, quant à lui, rencontre Zan, une très belle jeune femme qui, à sa grande surprise, s'intéresse à lui et vient passer la nuit chez lui. 
En réalité, tous les occupants de la maison sont des extraterrestres qui occupent des corps humains à titre temporaire afin d'accroître leur expérience. Zan a commis une faute grave en partant avec Enn, mais elle continue à le suivre et à multiplier les expériences de vie terrestre avec lui, malgré les admonestations de son "parent-professeur" qui lui parle en s'incarnant dans plusieurs personnes passant près d'elle. Leur espèce comprend en effet des parents-professeurs qui, dans le rite du Repas, finissent par dévorer périodiquement leurs enfants ; or l'heure du rite est proche.
Le second soir, Zan accompagne les trois amis à un autre concert organisé par Boadicea dans une usine abandonnée. Comprenant le potentiel que donne à Zan son originalité, elle la pousse sur la scène où l'extraterrestre improvise, avec Enn, une chanson qui enflamme l'auditoire. 
Les autres membres de son espèce la rejoignent et enlèvent Zan, bientôt poursuivis jusqu'à une maison par Enn, ses amis et tous les amateurs de punk conduits par Boadicea, convaincus qu'il s'agit d'Américains membres d'une secte cannibale. Après une lutte, le parent-professeur de Zan, convaincu par son exemple, décide de convoquer une réunion de tous les parents-professeurs et propose l'abolition du rite du Repas. Le vote est partagé à égalité, mais Zan, étant enceinte de Enn, a le droit de vote en tant que futur parent ; elle doit toutefois, pour cela, quitter la Terre sans retour afin d'accoucher. Après un moment d'hésitation, elle se résout à quitter Enn désespéré.
Quinze ans plus tard, en 1992, Enn est devenu un auteur de bande dessinées à succès. Au cours d'une séance de dédicace, il voit se présenter un groupe d'adolescents qui portent sur leur vêtement un emblème qui figurait également sur une bague de Zan. Il reconnaît ainsi ses enfants, qu'elle lui a envoyés en secret.

## Fiche technique
- Titre original et français : How to Talk to Girls at Parties
- Réalisation : John Cameron Mitchell
- Scénario : John Cameron Mitchell et Philippa Goslett d'après la nouvelle de Neil Gaiman
- Direction artistique : Caroline Barclay
- Costumes : Sandy Powell
- Photographie : Frank G. DeMarco
- Montage : Brian A. Kates
- Musique : Nico Muhly et Jamie Stewart
- Production : Iain Canning, Howard Gertler, John Cameron Mitchell et Emile Sherman
- Sociétés de production : Potboiler Productions et Film4
- Société de distribution : Lionsgate (Royaume-Uni) et A24 Films (États-Unis)
- Pays d’origine : Royaume-Uni, États-Unis
- Langue originale : anglais
- Format : couleur - 35 mm - 2.35:1 - Dolby numérique
- Genre : Comédie dramatique
- Durée : 102 minutes
- Dates de sortie[1] :
  -  France : 
    - 21 mai 2017 festival de Cannes 2017
    - 27 juin 2018 (sortie nationale)

  -  Royaume-Uni : 11 mai 2018
  -  États-Unis : 18 mai 2018

## Distribution

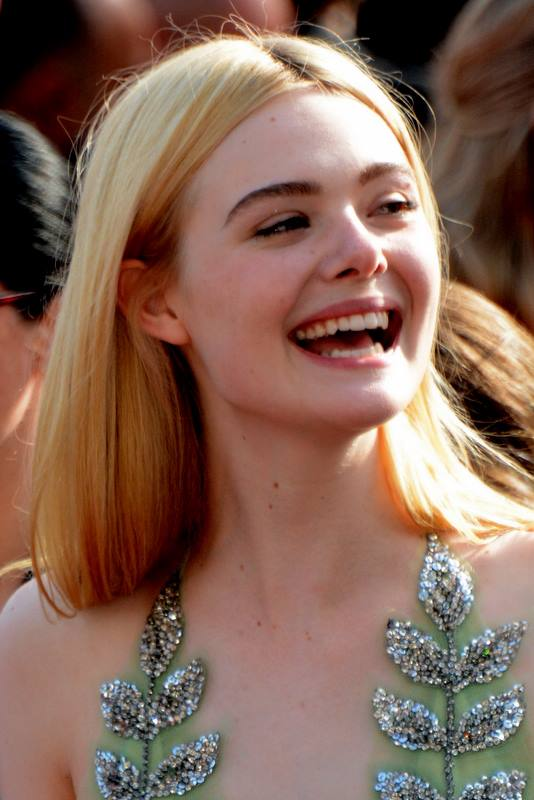
L'actrice principale Elle Fanning à la première du film au Festival de Cannes 2017.

- Elle Fanning : Zan
- Alex Sharp : Enn
- Nicole Kidman : la Reine Boadicea
- Ruth Wilson : PT Stella
- Matt Lucas :
- Joanna Scanlan :
- Elarica Gallacher :
- Jessica Plummer :
- Ethan Lawrence
- Abraham Lewis

## Sortie

### Accueil critique
En France, le site Allociné recense une moyenne des critiques presse de 3,6/5, et des critiques spectateurs à 3,3/5.

## Distinction

### Sélection
- Festival de Cannes 2017 : sélection officielle, hors compétition